# Ситешти (Горж)
Ситешти (рум. Sitești) насеље је у Румунији у округу Горж у општини Новачи. Oпштина се налази на надморској висини од 450 m.

## Становништво
Према подацима из 2002. године у насељу је живело 396 становника, од којих су сви румунске националности.